# 影山靖奈
影山 靖奈（かげやま やすな、1994年6月29日 - ）は、日本の女優、タレント。静岡県出身。浜松市立高等学校卒業。かつてはEnthenaに所属していた。

## 来歴・人物
- 空手（県2位）、剣道（全国3位）の有段者で、それを活かし殺陣を得意とする女優である。

## 主な出演

### テレビドラマ
2013年
- 幽かな彼女（フジテレビ）

2014年
- 100分de名著 お正月スペシャル「100分de幸福論」（NHK）- 石川幸恵 役
- オトナグリム（フジテレビ）
- Promotion TV（TOKYO MX）- ゲスト出演
- BOOM MAKER（千葉テレビ）
- えにしの記憶〜江戸→東京どらま〜 第3話（TOKYO MX）
- マジすか学園4（日本テレビ）

2015年
- ダークサイドストーリー 〜摩訶不思議な物語〜（テレビ埼玉）- 守矢麻理子 役
- ある日、アヒルバス（NHK BSプレミアム）

2016年
- 猫侍 玉之丞 江戸へ行く（tvk・サンテレビ・広島ホームテレビ）
- 女優堕ち（BS朝日）- 看護師 役
- 風媒花（千葉テレビ）- 大沢玲子 役

2017年
- 世界が驚いたニッポン! スゴ〜イデスネ!!視察団（テレビ朝日）

2019年
- 高嶺と花（FOD・フジテレビ）- 山岸 役
- 癒されたい男（テレビ東京 第11話） - ゲスト 小股キレ子 役

### 映画
2015年
- ガチバン NEW GENERATION1
- TRASH/トラッシュ
- 風媒花 大沢玲子 役[1]

2017年
- イタズラな Kiss THE MOVIE 2〜キャンパス編〜
- CAGE - マナ 役[2][3]

2018年
- 闇金ドッグス9 - 柿崎めぐよ 役

### 舞台
2013年
- SAKURA（10月、Air studio） - 平野那江 役

2014年
- 劇団アメリカンコミックシアター旗揚げ公演『DEAD or ALIVE or ARBEIT』（10月、ワーサルシアター） - 看護師 役

2015年
- エンテナ PLAY UNION 第一回公演『好きな事を自由にやる人々』「天国からの恋」（5月、あさくさ劇亭） - 長谷川鈴 役
- ツラヌキ怪賊団 presents『ねぇ、ヒルガオが咲いてるよ。』（8月、新宿村LIVE） - 吉岡裕子 役

2016年
- 龍狼伝 第二章（4月、シアター1010）
- エンテナ PLAY UNION 第三回公演『あぁ、六月の雨〜ひとときの気まぐれ〜』「シンクロナイズドインベーダー」（6月、シアター風姿花伝） - カンナ 役
- アマゾネス〜return of the amazones（7月、上野ストアハウス） - パッツィ 役

2017年
- おとめ妖怪 ざくろ（1月、全労済ホール／スペース・ゼロ） - 橙橙 役
- DOORS（6月、浅草六区ゆめまち劇場） - 保々方秋子 役
- エンテナ PLAY UNION 第五回公演『真夏の果実の花の頃。』「恋の快速急行」（8月、シアター風姿花伝） - 主演：夏海 役
- 愛、お姉ちゃん、湯の花の舞う頃（9月、コフレリオ 新宿シアター） - 染谷咲 役

2018年
- コントス！（1月、シアター・バビロンの流れのほとりにて）[4]
- 舞台『エンテナ PLAY UNION 第8回公演』「Dream Box」（6月、シアター風姿花伝） - 4番 役
- NORN9 ノルン+ノネット（10月、草月ホール） - 不知火七海 役[5]
- 呪いシリーズ『呪いの万華鏡〜図地反転〜』 / 『呪いの49日〜表と裏〜』（12月、ポケットスクエア 劇場HOPE / テルプシコール） - 川相優子 役[6]

2019年
- 劇団SUTTHINEE 第2回公演『カエデソウ』（4月、バルスタジオ） - クオ 役[7]
- TBS SPARKLE×Age Global Networks『Three Rage』（8月、CBGKシブゲキ!!） - 羽田優子 役[8]
- ピオフィオーレの晩鐘〜運命の白百合〜（10月、シアターサンモール） - ヒロイン：リリアーナ・アドルナート 役[9]
- CHAIN〜因縁の連鎖〜（12月、浅草九劇） - 三鷹由美 役

2020年
- 風待ちの庭（2月、バルスタジオ） - 謎の女（御子柴七瀬） 役
- 劇団SUTTHINEE 第8回公演『ドリーミードリーマー』（6月、コフレリオ 新宿シアター） - 主演：前田里美 役[10]

2021年
- 御子柴兄弟（6月、萬劇場） - 謎の女（御子柴七瀬） 役

2022年
- 萬腹企画 15杯目『恋愛疾患特殊医療機 a-xブラスター』（11月、シアター・アルファ東京） - デイジィ桃華グレイズ 役[11]

2023年
- 萬腹企画 16杯目『MAGIAGIA -マギアギア-』（4月、あうるすぽっと） - フレイヤ 役[12]
- ボクらの罪団 第七犯公演『Island-売春島-』（11月、シアターグリーン BOX in BOX THEATER） - アヤメ 役[13]

2024年
- WITHYOU 第14回公演 10周年記念公演第三弾『インポッシブル・イズ・ナッシング』（10月、赤坂RED/THEATER）[14]

### バラエティ
- トークバラエティ『E@five』（2014年 - 2016年、WALLOP放送局）
- 企画番組 ミスワロップ『ガチャ組withあきりんのお手を拝借！』（2015年、WALLOP放送局）
- トークバラティ番組『りぷっThena』（2016年 - 、WALLOP放送局 レギュラー）

### Webドラマ
- 1000ch「THE TRAP2〜人生油断禁物〜」Part1（YouTube）
- 1000ch「オカルト研究#12『宇宙人との遭遇』」（YouTube）

### その他
- AGN@Enthena プロデュース総合エンターテインメントイベント「Enthena EVENT」1st - 9th（2013年11月 - 2014年9月、原宿 Astro HALL）
- 鍵組☆ガチャぐみイベント「騒ぎな祭」プロデュース・出演
- 月刊アイドルフェスティバル vol.2 - 5（池袋Hoteyes）
- AGN@Enthena プロデュース総合エンターテインメントイベント「Enthena EVENT」10th（2015年6月、SHIBUYA DESEO）